# Conistra brunnescens
Conistra brunnescens är en fjärilsart som beskrevs av Barend J. Lempke 1941. Conistra brunnescens ingår i släktet Conistra och familjen nattflyn. Inga underarter finns listade i Catalogue of Life.